# Allai
Allai (sardinsky: Àllai) je italská obec (comune) v provincii Oristano v regionu Sardinie. Nachází se ve výšce 60 metrů nad mořem a má 357 obyvatel. Rozloha obce je 27,36 km².